# Рябово (Тосненский район)

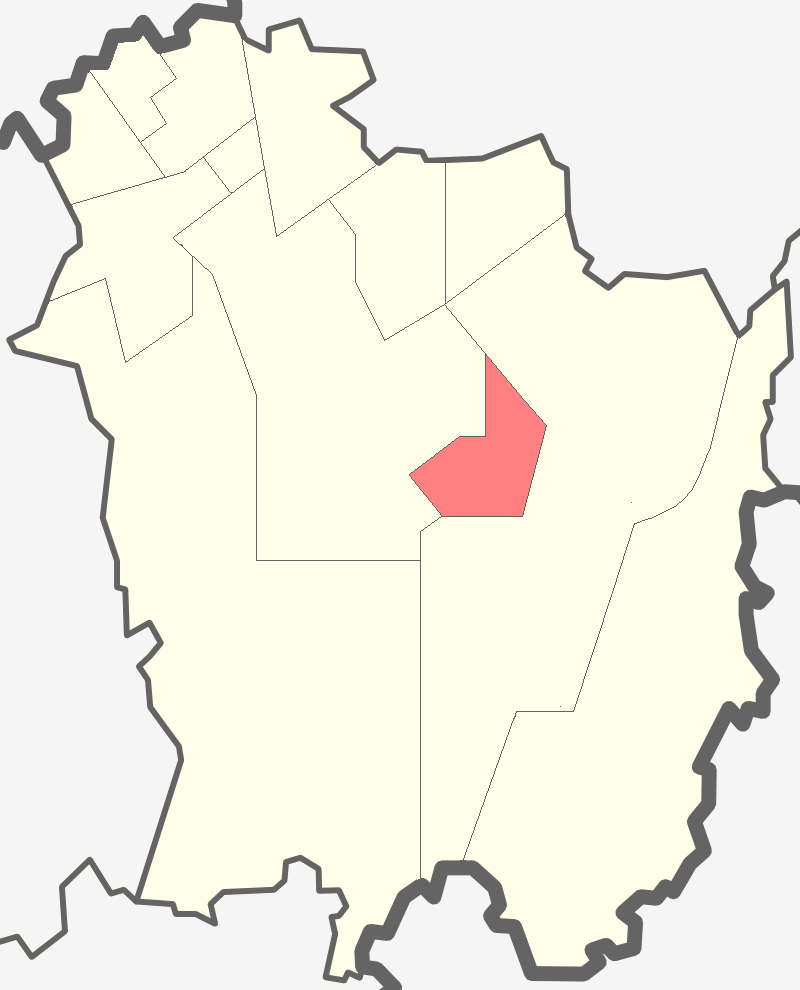
Рябовское городское поселение

Ря́бово — посёлок городского типа в Тосненском районе Ленинградской области. Административный центр и единственный в настоящее время населённый пункт муниципального образования Рябовское городское поселение.

## История
Деревня Рябова впервые упоминается на «Карте Санкт-Петербургской губернии содержащей Ингерманландию, часть Новгородской и Выборгской губернии» Я. Ф. Шмидта 1770 года.
Согласно карте Ф. Ф. Шуберта в 1844 году деревня Рябова состояла из 27 крестьянских дворов.

РЯБОВО — деревня Рябовского сельского общества, прихода села Пельгоры, на Петербургском шоссе.

Дворов крестьянских — 84. Строений — 182, в том числе жилых — 89. Школа, мелочная лавка, питейный дом, постоялый двор, чайная лавка. 

Число жителей по семейным спискам 1879 г.: 108 м. п., 112 ж. п.; по приходским сведениям 1879 г.: 96 м. п., 102 ж. п.; 

РЯБОВО — усадьба прихода села Пельгоры, в 2 верстах от деревни Рябово.

Строений — 13, в том числе жилых — 3. Число жителей по приходским сведениям 1879 г.: 4 м. п., 4 ж. п. (1884 год)

В конце XIX — начале XX века деревня административно относилась к Любанской волости Новгородского уезда Новгородской губернии.
Согласно военно-топографической карте Петроградской и Новгородской губерний издания 1917 года, деревня Рябова насчитывала 26 крестьянских дворов.
С 1917 по 1927 год посёлок Рябово входил в состав Любанской волости Новгородской губернии.
С 1927 года в составе Рябовского сельсовета Любанского района Ленинградской области.
С 1930 года в составе Тосненского района.
По данным 1933 года деревня Рябово являлась административным центром Рябовского сельсовета Тосненского района, в который входили 3 населённых пункта: деревни Жары, Троицкий Посёлок и сама Рябово, общей численностью населения 1134 человека.
По данным 1936 года в состав Рябовского сельсовета входили 9 населённых пунктов, 283 хозяйства и 5 колхозов.

План деревни Рябово. 1937 год

Согласно топографической карте 1937 года деревня насчитывала 124 двора. В деревне находились сельсовет, почта и школа. Смежно с ней располагалась деревня Соколов Ручей.
С 1 сентября 1941 года по 31 декабря 1943 года деревня находилась в оккупации. 26 января 1944 года советские войска освободили от немцев ж. д. станцию Рябово
В 1958 году население посёлка Рябово составляло 1000 человек.
Перед выборами в Верховный Совет СССР 1962 года были образованы избирательные участки, в состав которых вошли деревни Мысленка, Соколов Ручей, Рябово, посёлки Кирпичного завода, Пельгорского торфопредприятия, Станционный.
Рябово получило статус рабочего посёлка 3 ноября 1965 года, в результате объединения фактически слившихся населённых пунктов: деревень Рябово, Соколов Ручей, посёлка при станции Рябово, посёлка Пельгорское и заводского посёлка Мыслинка Тосненского района.
По данным 1990 года посёлок Рябово являлся административным центром Рябовского поселкового совета, в который входили 6 населённых пунктов: деревни Болотница, Георгиевское, Жары, Красный Латыш; посёлок Рябово; посёлок при станции Болотницкая, общей численностью населения 4600 человек.

## Городское поселение
Рябовское городское поселение располагается в центральной части Тосненского района.
Граничит:
- на востоке — с Любанским городским поселением;
- на западе — с Тосненским городским поселением.

Поселение образовано 1 января 2006 года в соответствии с областным законом № 116-оз от 22 декабря 2004 года «Об установлении границ и наделении соответствующим статусом муниципального образования Тосненский муниципальный район и муниципальных образований в его составе». В его состав вошёл единственный населённый пункт — городской посёлок Рябово.
Глава поселения — Сергеев Игорь Анатольевич, глава администрации — Соколов Ростислав Владимирович.

## География
Посёлок расположен в центральной части района на автодороге М10 (E 95) «Россия» (Москва — Санкт-Петербург) в месте примыкания к ней автодороги 41К-846 (Рябово — Пельгора).
Расстояние до районного центра — 20 км.
В посёлке находятся железнодорожная станция Рябово и платформа Соколов Ручей на линии Москва — Санкт-Петербург.
Через посёлок проходят районные автобусные маршруты № 320 Тосно — станция Любань и № 336 Тосно — станция Рябово. Маршрут № 5 связывает станцию Рябово и Пельгорское.

## Население
| 1879  | 1970  | 1979  | 1989  | 1997  | 2002  | 2006  |
| ----- | ----- | ----- | ----- | ----- | ----- | ----- |
| 220   | ↗4989 | ↘4559 | ↘3935 | ↘3800 | ↘3309 | ↘2900 |
| 2009  | 2010  | 2011  | 2012  | 2013  | 2014  | 2015  |
| ↗2935 | ↗3251 | ↗3253 | ↗3279 | ↗3360 | ↗3394 | ↗3402 |
| 2016  | 2017  | 2018  | 2019  | 2020  | 2021  | 2023  |
| ↘3358 | ↘3323 | ↘3282 | ↘3215 | ↘3174 | ↘3163 | ↘3060 |
| 2024  | 2025  |       |       |       |       |       |
| ↘2992 | ↘2979 |       |       |       |       |       |

## Экономика
Торфопредприятие (на 2012 год действовала узкоколейная железная дорога), завод керамических изделий (реконструирован к 2011 году, вложения в реконструкцию составили около 100 млн евро), ПМС-88 (путевая машинная станция — предприятие ОАО РЖД).

## Улицы
1 Линия, 2 Линия, 3 Линия, 4 Линия, 5 Линия, 6 Линия, 7 Линия, 8 Линия, 9 Линия, 10 Линия, 11 Линия, 12 Линия, Берёзовая аллея, Восточная, Временный посёлок, Дорожная, Заводская, Заречная, Клубная, Ленинградская, Лесная, Московское шоссе, Мысленская, Набережная, Нижняя, Новая, Пельгорское шоссе, Почтовая, Прогонная, Рычина, Связи, Соколовская, Солнечная, Средняя, Станционная, Фрезерная, Школьная, Южная.

## Садоводства
Пельгорское.